# نافه
نافه (بالفارسية: نافه) هي مجلة إیرانیة مصورة تصدر من طهران. بدأت في الصدور في عام 1998م. نافه هی مجلة الثقافة الأدبية.

## سياسة
نافه تنشر انتقادات من الروايات والأفلام والفنون البصرية. في هذه المجلة تنشر مقابلات مع الكتاب والشعراء والفنانين والمخرجين عن أعمالهم. السياسة مجلة هو ان الكتب والروايات والأفلام والمسلسلات والفن في شكل مذكرات ومقالات والتحدث إلى مراجعة.

## محتوى
في هذه المجلة نشرت مقابلات مع مشاهير الشعراء والكتاب مثل أحمد شاملو الكاتب المعروف الإيراني، فيكتور ارافیف الكاتب الروسي، أورهان باموق، روائي تركي فاز بجائزة نوبل للأداب ومحمود دولت آبادي، الكاتب المعروف الإيراني.
فی نافه أيضا نشرت مقابلات مع السينمائيين والمخرجين مثل عباس كيارستمي المخرج الإيراني.